# Міжнародний день дій проти гребель
Міжнародний (Всесвітній) день дій проти гребель (англ. International Day of Action Against Dams) або Міжнародний день річок (англ. Day of Action for Rivers) започаткований у 1997 р., проводиться за ініціативою громадської організації «Міжнародна мережа річок» (США). Цей день було запропоновано відзначати з метою об'єднання зусиль людей всього світу в боротьбі проти гребель, а також здійснення просвітництва щодо впливу гребель на річкові екосистеми.
Перша міжнародна конференція, того ж року, проти будівництва великих гребель зібрала делегатів двадцяти країн планети, серед яких: Німеччина, Іспанія, Норвегія, Росія, Франція, Швейцарія, Швеція, США, Аргентина, Бразилія, Болівія, Чилі, Уругвай, Парагвай, Мексика, Індія, Лесото, Непал, Таїланд і Китайська республіка.
Активістам руху проти гребель вже вдалося добитися реальних результатів: у Сполучених Штатах були демонтовані дві шістдесятиметрові греблі, а у Швеції ухвалили закон, який забороняє будувати греблі понад п'ятнадцять метрів у висоту.
Всі акції цього дня здійснюються під гаслом: «Хай вода несе життя, а не смерть!».

## Назва
Спочатку цей день називався Міжнародним днем боротьби проти гребель, за річки, воду і життя (англ. International Day against Dams, for Rivers, Water, and Life), адже греблі та дамби — одна з найсерйозніших загроз річкової екології.

## Історія
Під час щорічної зустрічі Бразильського руху людей, які постраждали від великих дамб (англ. Brazil's Movement of People Affected by Large Dams), виникла ідей зробити таку ж міжнародну зустріч.
У березні 1997 року в Куритибі (Бразилія) відбулася Перша міжнародна зустріч людей, які постраждали від дамб. Представники цієї зустрічі з двадцяти країн, вирішили, що Міжнародний день дій припаде на 14 березня - День дії Бразилії проти великих дамб. Однією з цілей Дня дій є побудова та зміцнення регіональних та міжнародних мереж у рамках міжнародного руху проти греблі.
День дій проти гребель вперше офіційно святкувався у 1998 році.
На початку антигребельного світового руху, в 1998 році, в цей день пройшло понад 50 акцій протесту в більше ніж 20 країнах світу. Понад 10 000 людей брали участь в демонстраціях, кампаніях посилання листів протесту, очищенні річок. В наступному році учасників стало вже понад 100 000.

## В Україні
11 березня 2017 року на р. Збруч в селищі Скала-Подільська Борщівського району (Україна) активісти громадського руху «ВІЛЬНИЙ ДНІСТЕР» демонтували греблю. Акція присвячена Всесвітньому Дню боротьби із греблями
В Україні греблі на Дніпрі, споруджені у 20-му столітті, також встигли спричинити колосальної шкоди природі та людям: затоплено тисячі квадратних кілометрів земель, зникли під водою сотні сіл, а їхні жителі були переселені до інших місць. Економічна вигода від дніпровських гребель досить сумнівна, адже утворені «моря» часто цвітуть, що призводить до збіднення біологічного різноманіття. Чималої шкоди греблі завдають екосистемі українських Карпат. Саме тому основної уваги вітчизняні природозахисники та біологи приділяють саме захисту карпатських річок.